# Aviat Husky
Aviat Husky je bilo dvosedežno visokokrilno lahko športno letalo ameriškega proizvajalca Aviat Aircraft iz Aftona, Wyoming.Snovanje pri podjetju Christen Industries se je začelo leta 1985, pri načrtovanju so si pomagali s CAD programi. Prvi let je bil leta 1986, certifikacija je sledila leto kasneje. Letalo ima za dvoseda sorazmerno močni motor , kar mu omogoča dobre STOL sposobnosti.
Zgradili so okrog 650 letal. 

## Specifikacije (A-1C Husky)
Podatki iz Aviat website
Splošne značilnosti
- Posadka: 1
- Število sedežev: 1 potnik
- Dolžina: 22 ft 7 in (6,88 m)
- Razpon kril: 35 ft 6 in (10,82 m)
- Površina kril: 183 sq ft (17,0 m2)
- Teža praznega letala: 1.275 lb (578 kg) na kolesih
- Bruto teža: 2.200 lb (998 kg) na kolesih in plovcih
- Kapaciteta goriva: 50 am. galon (190 litrov)
- Pogon letala: 1 × Lycoming O-360-A1P 4-valjni protibatni bencinski motor, 180 hp (130 kW)
- Propelerji: št. lopatic: 2 Hartzell Propeller, 6 ft 4 in (1,93 m) premer

Zmogljivost
- Maks. hitrost: 145 mph (233 km/h; 126 kn)
- Potovalna hitrost: 140 mph (122 kn; 225 km/h)
- Hitrost pri porušitvi vzgona: 53 mph (46 kn; 85 km/h) s spuščenimi zakrilci
- Doseg: 800 mi (695 nmi; 1.287 km) pri 55% moči
- Višina leta (servisna): 20.000 ft (6.096 m)
- Hitrost vzpenjanja: 1.500 ft/min (7,6 m/s)

Letalska elektronika

- VHF radio
- Transponder
- GPS opcija